# Traudl Hecher
Waltraud J. Hecher, dite Traudl Hecher est une skieuse alpine autrichienne, née le 28 septembre 1943 à Schwaz (Tyrol) où elle est morte le 10 janvier 2023,.
Elle est la mère des skieurs alpins Elisabeth Görgl et Stephan Görgl.

## Palmarès

### Jeux olympiques d'hiver
| Épreuve / Édition    | Descente | Slalom géant | Slalom       |
| JO 1960 Squaw Valley | Bronze   | 25e          | Disqualifiée |
| JO 1964 Innsbruck    | Bronze   | 8e           | Abandon      |

### Championnats du monde
| Épreuve / Édition      | Descente | Slalom géant | Slalom       | Combiné      |
| JO 1960 Squaw Valley   | Bronze   | 25e          | Disqualifiée | Disqualifiée |
| Mondiaux 1962 Chamonix | 8e       | 9e           | 12e          | 6e           |
| JO 1964 Innsbruck      | Bronze   | 8e           | Abandon      | —            |
| Mondiaux 1966 Portillo | 16e      | —            | 13e          | —            |

### Coupe du monde
- Meilleur résultat au classement général : 7e en 1967

#### Saison par saison
- Coupe du monde 1967 :
  - Classement général : 7e

### Arlberg-Kandahar
- K de diamant
- Vainqueur du Kandahar 1962 à Sestrières et 1963 à Chamonix
  - Vainqueur des descentes 1960 à Sestrières, 1961 à Mürren et 1962 à Sestrières
  - Vainqueur du slalom 1963 à Chamonix